# 六點半新聞報道
- 關於香港有線電視的同名新闻节目，請見「六點半新聞報道 (HOY資訊台)」。
- 關於其他電視台於同時段播出的新聞节目，請見「晚間新聞 (消歧義)」。
- 關於毛记电视的恶搞节目，請見「六點半左右新聞報道」。

《6點半新聞報道》（英語：News At 6:30），香港電視廣播有限公司新聞及資訊部製作的新聞節目。現時為每日傍晚18:30於翡翠台播出，於無綫電視啟播當日（1967年11月19日）首播，早期在19:30播出，前稱為《新聞報导》，隨著1976年11月1日起翡翠劇場啟播，改在18:30-19:00播出，节目名称改为《六点半新闻报导》。1993年，随着无线电视新闻及公共事务部迁入清水湾电视城总部运作，节目名称改为《六点半新闻报道》并延续至今。由2008年7月13日起，《六點半新聞報道》節目改用16:9技術製作。2010年5月3日起，《六點半新聞報道》作出改革，大幅度地縮短體育新聞環節，並且革新主播陣容。
2020年3月9日起，鑑於通訊局撤銷對商營電視台播放香港電台節目的規定，無綫電視利用騰出的時段改播外購電視劇，並把星期一至五的《六點半新聞報道》播出時間延長至50分鐘，並以加強財經新聞及再次加入體育消息環節。無綫電視聲稱變動是因應市民對新聞及資訊的殷切需求，這亦反映在無綫新聞持續上升的收視率。
香港其他免費電視台的同類新聞節目有亞洲電視的《六點鐘新聞》（已停播）、港台電視的《新聞天地》、HOY TV及HOY資訊台的《7點直播室》、ViuTV的《6點新聞報道》及鳳凰衛視香港台的《全球新聞報道》。

## 播放頻道
無綫電視在1967年11月19日正式首播起，《六點半新聞報道》一直只是在翡翠台直播。在1997年1月6日起，同時在無綫電視網站作免費網上直播，並會提供免費網上重溫服務。
2008年11月11日起，由於互動新聞台啟播，節目在翡翠台、互動新聞台及TVB新聞台聯播；從2009年6月15日起更開始於高清翡翠台同步播放。
2009年8月17日起，高清翡翠台逢星期一至五取消聯播安排，改為逢星期一至五19:00播出《七點新聞報道》，但仍維持星期六、日聯播《六點半新聞報道》。

## 海外版
另外，無綫電視亦有製作海外版的《六點半新聞報道》，内容大致錄取自香港版的《六點半新聞報道》，但部分採用國際通訊社片段的新聞内容則被刪除（尤以體育新聞為甚；體育環節更經常被整段刪去），節目長度因此亦縮短至約15分鐘，並不設廣告時段。節目名稱亦縮短成《新聞報道》，片頭中不設新聞提要，主播在節目開始時亦會特別歡迎各位海外觀衆收看這節新聞。主播則與同日香港版《六點半新聞報道》的新聞及體育主播相同。
加拿大的新時代電視現時以《香港衛星新聞 - 詳盡新聞速遞》的名義，每天於當地時間08:30，09:00和12:00播放海外版《六點半新聞報道》。澳洲的特别广播服务公司也会于早间时段在旗下频道播放海外版《六點半新聞報道》直到2024年4月12日改以随选视讯服务提供为止。

## 外部連結
- 翡翠台節目表（页面存档备份，存于）
- 無綫電視節目網站 - 六點半新聞報道（页面存档备份，存于）
- 無綫新聞網站-《六點半新聞報道》重溫（页面存档备份，存于）
- MyTV《六點半新聞報道》重溫[永久]